# Wilhelm V. (Montferrat)
Wilhelm V. der Alte (italienisch Guglielmo il Vecchio, * vor 1136; † 1191) war ein Markgraf von Montferrat aus der Familie der Aleramiden. Er war ein Sohn des Markgrafen Rainer von Montferrat († um 1136) und der Gisela, einer Tochter des Grafen Wilhelm I. von Burgund.
Wilhelm war verheiratet mit Judith, einer Tochter des Markgrafen Leopold III. von Österreich aus der Familie der Babenberger. Über ihre Mutter Agnes von Waiblingen war seine Frau eine Enkelin des römisch-deutschen Kaisers Heinrich IV., und damit ein Cousin Kaiser Friedrichs I. Barbarossa. Durch seine Halbschwester Adelheid von Maurienne war er ein Schwager von König Ludwig VI. dem Dicken von Frankreich.
Das Paar hatte mehrere Kinder, von denen besonders die Söhne zu historischer Bedeutung gelangten:
- Wilhelm Langschwert († 1177), Graf von Jaffa und Askalon
- Konrad († 1192), Markgraf von Montferrat und König von Jerusalem
- Bonifatius I. († 1207), Markgraf von Montferrat und König von Thessaloniki
- Friedrich, Bischof von Alba
- Rainer († 1183), byzantinischer Caesar
- Agnes († 1202), ⚭ Graf Guido Guerra III. Guidi
- Alasia, ⚭ Markgraf Manfred II. von Saluzzo
- N.N. Tochter, ⚭ Markgraf Alberto Moro von Malaspina

Wilhelm begleitete ab 1147 seinen Neffen, König Ludwig VII. von Frankreich, auf den zweiten Kreuzzug. In Italien war er einer der treusten Anhänger Kaiser Friedrich I. Barbarossa gegen den Lombardenbund. Er half 1159 bei der Unterwerfung von Mailand und kämpfte 1176 in der Schlacht von Legnano mit.
Unter ihm begann das Engagement des Hauses Montferrat im griechischen und lateinischen Osten. Sein ältester Sohn Wilhelm Langschwert heiratete 1176 die Prinzessin Sibylle und wurde der Vater des späteren Königs Balduin V. von Jerusalem. Allerdings starb Wilhelm bereits 1177. Der jüngste Sohn Rainer heiratete 1180 eine Tochter des byzantinischen Kaisers Manuel I. Komnenos, wurde aber 1183 in Konstantinopel ermordet. Der zweite Sohn Konrad begab sich später ebenfalls nach Konstantinopel und diente dem Kaiser Isaak II. Angelos.
1183 reiste Wilhelm selbst ein weiteres Mal nach Outremer, um dort gegen die Ungläubigen zu kämpfen. Im Jahr 1187 nahm er an der verhängnisvollen Schlacht bei Hattin teil und geriet dort in die Gefangenschaft von Saladin. Darauf kam sein Sohn Konrad nach Tyrus herangereist, um seinen Vater zu retten. Saladin aber drohte den Vater zu töten, sollte Konrad ihm nicht die wichtige Hafenstadt aushändigen. Darauf habe Konrad den kleinsten Stein in der Stadt suchen lassen, um ihn als Preis für seinen Vater zu bieten, womit er Saladin verdeutlichte, dass er um keinen Preis der Welt bereit war Tyrus aufzugeben. Davon beeindruckt ließ Saladin den gefangenen Wilhelm im Juli 1188 doch wieder frei. Wilhelm blieb bei seinem Sohn in Tyrus, bis er wohl 1191 starb.